# رودك (سغز أباد)
رودك (بالفارسية: رودک) هي مستوطنة تقع في إيران في قسم سغز أباد الريفي. يقدر عدد سكانها بـ 1,556 نسمة .